# Juan Rafael Mora Porras
Pour les articles homonymes, voir Mora et Porras.
Juan Rafael Mora Porras (né le 8 février 1814 à San José - fusillé le 30 septembre 1860 à Puntarenas) est un homme d'État costaricien, qui fut élu président de son pays de 1849 à 1853, puis de 1853 à 1859. Il s'illustre pendant la Campagne Nationale du Costa Rica (1856-1857) contre les armées des envahisseurs flibustiers de William Walker. Renversé en 1859, il tente vainement de reprendre le pouvoir l'année suivante et il est fusillé.

## Chronologie
- 1848: Juan Rafael Mora Porras exporte 30000 sacs de café vers la France et l'Angleterre avec son associé Vicente Aguilar[1]
- 1849: Juan Rafael Mora Porras élu président.
- 1849: Juan Rafael Mora Porras confie une implantation à la "Berlin Colonial Association" de Karl Von Bulow.
- avril 1850: Juan Rafael Mora Porras confie la colonie allemande de Brême à son ami Crisanto Medina.
- 1853: Juan Rafael Mora Porras réélu.
- 1854: Juan Rafael Mora Porras confie la concession du Burrocarril à son ami Richard Farrer le consul britannique.
- 1856-1857: Campagne Nationale du Costa Rica
- 12 novembre 1857: inauguration du Burrocarril.
- 1854: Juan Rafael Mora Porras confie la concession de la  "National Bank of Costa Rica" à son ami Crisanto Medina.

## Sources
- (en) Theodore S. Creedman, Historical Dictionary of Costa Rica, The Scarecrow Press, Inc., Metuchen, N.J. & London, 1977,  (ISBN 0-8108-1040-9)